# Tanaisia bragai
Tanaisia bragai är en plattmaskart. Tanaisia bragai ingår i släktet Tanaisia och familjen Eucotylidae. Inga underarter finns listade i Catalogue of Life.